# تاريخ الترميز الرياضي
ينطوي تاريخ الترميز الرياضي على استحداث الرموز الرياضية وتطورها ونشرها الثقافي وتباين الطرق التي تستخدمها حركة الترميز بين الشيوع والانتشار أو عدم الوضوح. يتألف الترميز الرياضي من الرموز المستخدمة في كتابة المعادلات والصيغ الرياضية. يعني الترميز عمومًا مجموعة من العبارات المعرفة جيدًا للكميات ومحددات الرموز. يشتمل التاريخ على الأرقام الهندوسية العربية، وحروف من الأبجدية الرومانية واليونانية والعبرية والألمانية، ومجموعة من الرموز التي ابتكرها علماء الرياضيات على مدى القرون العديدة الماضية.
يمكن تفصيل تطور الترميز الرياضي وتقسيمه إلى مراحل. أولها المرحلة «البلاغية» عندما اُجريت الحسابات الرياضية بالكلمات فقط دون استخدام أي رموز. المرحلة «النحوية» وفيها جرى تمثيل العمليات والكميات المستخدمة على نحو متكرر من خلال الاختصارات النحوية الرمزية. غالبًا ما سادت قرون من الركود التي أعقبت فترات الازدهار والإبداع الرياضي خلال الفترة من العصور القديمة حتى عصر ما بعد الكلاسيكية. مع مطلع العصر الحديث المبكر وبدء انتشار المعرفة في جميع أنحاء العالم، برزت أمثلة مكتوبة للتطورات الرياضية. المرحلة «الرمزية» والتي حلت فيها أنظمة الترميز الشاملة محل الكلمات البلاغية. بدأ ذلك في إيطاليا خلال القرن السادس عشر، حيث طرأت تطورات رياضية جديدة، تتفاعل مع الاكتشافات العلمية الجديدة، بوتيرة متزايدة تستمر حتى يومنا هذا. استخدم علماء الرياضيات الهنود هذا النظام الرمزي خلال العصور الوسطى وفي أوروبا منذ منتصف القرن السابع عشر، واستمر في التطور خلال الوقت الحاضر.
يضطلع المجال الدراسي المعروف باسم تاريخ الرياضيات أساسًا باستقصاء أصل الاكتشافات والابتكارات في الرياضيات، وينصب التركيز هنا على التحقيق في الأساليب الرياضية والترميز قديمًا.

## المرحلة البلاغية
على الرغم من أن التاريخ يبدأ تزامنًا مع تاريخ المدارس الأيونية، لا يوجد أدنى شك أن اليونانيين القدماء الذين اهتموا به يدينون بالكثير إلى الدراسات السابقة التي أجراها قدماء المصريين والفينيقيين. تشير السمة المميزة للترميز العددي، أي الرموز ذات القيم المحلية والجوهرية (حسابية) كذلك، إلى حالة الحضارة في فترة ابتكارها. إن الإلمام بالتحصيلات الرياضية لهذه الشعوب المبكرة، والتي ترد في هذا القسم، غير كاملة، وتُعتبر الملاحظات الموجزة التالية ملخصًا للاستنتاجات التي تبدو أكثر احتمالًا، ويبدأ تاريخ الرياضيات بالأقسام الرمزية.
شرعت العديد من مجالات الرياضيات في دراسة الرياضيات التطبيقية، وذلك قبل تحديد القواعد والمفاهيم الأساسية وتعريفها على أنها بنية مجردة. فعلى سبيل الذكر، تعود أصول الهندسة إلى حساب المسافات والمساحات على أرض الواقع، وبالمثل، بدأ الجبر بطرق حل المسائل الحسابية.
لا يوجد أدنى شك في أن معظم الشعوب المبكرة التي تركت سجلات تعرف شيئًا من الترقيم والميكانيكا، وأن قلة منها كانت على دراية كذلك بعناصر مسح الأراضي. اهتم المصريون على نحو خاص بالهندسة والأرقام، بينما ركز الفينيقيون على الحساب العملي ومسك الدفاتر والملاحة ومسح الأراضي. يبدو أن النتائج التي حققها هؤلاء الأشخاص كانت متاحة للمسافرين، في ظل ظروف معينة. من المحتمل أن المعرفة التي اكتسبها المصريون والفينيقيون تُعزى إلى المراقبة والقياس، وشكلت أساس الخبرة المتراكمة على مر العديد من العصور.

### بداية الترميز
بدأت الرياضيات المكتوبة بالأرقام بالتعبير عنها على هيئة رموز العصا، والتي من خلالها مثلت كل حزمة وحدة واحدة. كانت الرموز العددية تُكتب على شكل ضربات أو شقوق محفورة في الخشب أو الحجر، والتي كانت جميع الشعوب تفهمها على حد سواء. على سبيل الذكر، عبّر شق واحد في العظم عن حيوان ما أو شخص ما أو أي شيء آخر. تواصلت شعوب اليونان في آسيا الصغرى (ممن بدأ الترميز لديهم في التاريخ الغربي) على نحو متكرر مع الشعوب التي عاشت في الساحل الشرقي للبحر الأبيض المتوسط، وتناولت التقاليد اليونانية بشكل موحد التطور الخاص للهندسة في مصر، وعلم الأرقام الذي اضطلع المصريون به والفينيقيون كذلك.
ابتكر قدماء المصريين نظام ترميز رمزي والذي تمثل بكتابة الأرقام الهيروغليفية. احتوت الرياضيات المصرية على الآحاد، والعشرات، والمئات، والألوف، وعشرات الألوف، ومئات الألوف، وملايين الألوف. وُضعت أرقام أصغر على يسار الرقم، كما هو الحال في الأرقام الهندوسية العربية. لاحقًا، استخدم المصريون الكتابة الهيراطيقية بدلًا من الهيروغليفية للتعبير عن الأرقام. كانت اللغة الهيراطيقية أشبه بالمخطوطة واستبدلت العديد من مجموعات الرموز بأخرى فردية. مثلًا، استُبدلت الخطوط العمودية الأربعة المستخدمة لتمثيل الرقم أربعة بخط أفقي واحد. يرد ذكر ذلك في بردية ريند الرياضية (نحو 2000-1800 قبل الميلاد) وبردية موسكو الرياضية (نحو عام 1890 قبل الميلاد). اكتشفت العديد من الحضارات التي عاشت في منطقة البحر الأبيض المتوسط النظام الذي استخدمه المصريون وأجرت العديد من التعديلات عليه. ابتكر المصريون كذلك رموز العمليات الأساسية: فتدل الأرجل التي تمشي إلى الأمام عملية الجمع، بينما تدل الأرجل التي تمشي للخلف على عملية الطرح.
ابتكرت شعوب بلاد ما بين النهرين رموز لكل قوة من عشرة. لاحقًا، كتبت تلك الشعوب أرقامها بطريقة تماثل العصر الحديث إلى حد ما. عوضًا عن استخدام رموز لكل قوة من عشرة، وضعوا معامل هذا العدد. جرى الفصل بين كل رقم بمسافة فقط، ولكن بحلول زمن الإسكندر الأكبر، وضعوا رمزًا يمثل الصفر. استخدمت شعوب بلاد ما بين النهرين النظام الستيني كذلك، أي قاعدة الستين، وهو النظام الذي يُستخدم في العصر الحديث عند قياس الوقت والزوايا. منذ خمسينيات القرن التاسع عشر، اكتُشفت الرياضيات البابلية مكتوبة على أكثر من 400 لوح طيني. كُتبت تلك الألواح بالخط المسماري، وذلك عن طريق ترطيب الألواح الطينية ومن ثم تجفيفها بوضعها في فرن أو باستخدام حرارة الشمس. يبدو أن بعضًا من تلك الألواح كانت واجبات منزلية. يعود أقدم دليل على الرياضيات المكتوبة إلى السومريين القدماء ونظام المقاييس إلى العام 3000 قبل الميلاد. منذ نحو عام 2500 قبل الميلاد وما بعده، كتب السومريون جداول الضرب على ألواح طينية وعملوا على حل التمارين الهندسية ومسائل القسمة. تعود أقدم آثار الأرقام البابلية إلى هذه الفترة كذلك.